# Dick Stockton
Richard LaClede „Dick“ Stockton (* 18. Februar 1951 in New York) ist ein ehemaliger US-amerikanischer Tennisspieler.

## Leben
Stockton schloss 1972 an der Trinity University in San Antonio ein Soziologiestudium ab.
Anschließend konzentrierte er sich auf seine Tenniskarriere und gewann zwischen 1971 und 1986 insgesamt acht Titel im Einzel und 16 im Doppel. Daneben war er zweimal bei Grand-Slam-Turnieren im Mixed erfolgreich, 1975 an der Seite von Rosie Casals bei den US Open sowie 1984 mit Anne Smith bei den French Open. Von 1973 bis 1979 absolvierte er zehn Partien im Davis Cup, von denen er fünf für sich entscheiden konnte. 1979 gewann er mit der Davis-Cup-Mannschaft der Vereinigten Staaten den Teamwettbewerb.
Stockton arbeitet heute als Tennistrainer. Mit seiner Frau Liz betreibt er ein Tenniscenter in West Palm Beach, Florida.

## Erfolge
| Legende                                  |
| Grand Slam                               |
| Tennis Masters Cup World Doubles WCT (1) |
| Grand Prix (23)                          |

| ATP-Titel nach Belag |
| Hartplatz (7)        |
| Sand (2)             |
| Rasen (2)            |
| Teppich (13)         |

### Einzel

#### Turniersiege
| Nr | Datum            | Turnier      | Platzbelag | Finalgegner   | Ergebnis                |
| -- | ---------------- | ------------ | ---------- | ------------- | ----------------------- |
| 1. | 25. März 1974    | Atlanta      | Teppich    | Jiří Hřebec   | 6:2, 6:1                |
| 2. | 21. Oktober 1974 | Melbourne    | Sand       | Geoff Masters | 6:2, 6:3, 6:2           |
| 3. | 24. Februar 1975 | San Antonio  | Teppich    | Stan Smith    | 7:5, 2:6, 7:66          |
| 4. | 9. Februar 1976  | Lagos        | Hartplatz  | Arthur Ashe   | 6:3, 6:2                |
| 5. | 24. Januar 1977  | Philadelphia | Teppich    | Jimmy Connors | 3:6, 6:4, 3:6, 6:1, 6:2 |
| 6. | 14. Februar 1977 | Toronto      | Teppich    | Jimmy Connors | 5:6, aufgg.             |
| 7. | 21. März 1977    | Rotterdam    | Teppich    | Ilie Năstase  | 2:6, 6:3, 6:3           |
| 8. | 30. Januar 1978  | Little Rock  | Hartplatz  | Hank Pfister  | 6:4, 3:5 aufgg.         |

#### Finalteilnahmen
| Nr  | Datum              | Turnier       | Platzbelag | Finalgegner       | Ergebnis           |
| --- | ------------------ | ------------- | ---------- | ----------------- | ------------------ |
| 1.  | 16. August 1971    | Haverford     | Rasen      | Clark Graebner    | 2:6, 4:6, 7:6, 5:7 |
| 2.  | 15. Januar 1973    | Miami         | Hartplatz  | Rod Laver         | 6:72, 3:6, 5:7     |
| 3.  | 19. September 1973 | Columbia      | Hartplatz  | John Newcombe     | 4:6, 3:6           |
| 4.  | 15. April 1974     | Charlotte     | Sand       | Jeff Borowiak     | 4:6, 7:5, 6:75     |
| 5.  | 17. Februar 1975   | Fort Worth    | Hartplatz  | John Alexander    | 6:72, 6:4, 3:6     |
| 6.  | 17. Februar 1975   | Washington    | Hartplatz  | Mark Cox          | 2:6, 6:75          |
| 7.  | 27. Dezember 1976  | Sydney        | Rasen      | Tony Roche        | 3:6, 6:3, 3:6, 4:6 |
| 8.  | 9. Mai 1977        | WCT Finals    | Teppich    | Jimmy Connors     | 7:6, 1:6, 4:6, 3:6 |
| 9.  | 9. Januar 1978     | Birmingham    | Teppich    | Björn Borg        | 6:7, 5:7           |
| 10. | 9. Januar 1978     | San Francisco | Teppich    | John McEnroe      | 6:2, 6:7, 2:6      |
| 11. | 27. Juli 1981      | South Orange  | Sand       | Shlomo Glickstein | 3:6, 7:5, 4:6      |

### Doppel

#### Turniersiege
| Nr. | Datum              | Turnier            | Belag         | Partner         | Finalgegner                      | Ergebnis           |
| --- | ------------------ | ------------------ | ------------- | --------------- | -------------------------------- | ------------------ |
| 1.  | 11. Februar 1973   | Philadelphia       | Teppich       | Brian Gottfried | Roy Emerson Rod Laver            | 4:6, 6:3, 6:4      |
| 2.  | 20. Mai 1973       | Las Vegas          | Hartplatz     | Brian Gottfried | Ken Rosewall Fred Stolle         | 6:7, 6:4, 6:4      |
| 3.  | 7. Oktober 1973    | Fort Worth         | Hartplatz     | Brian Gottfried | Owen Davidson John Newcombe      | 7:6, 6:4           |
| 4.  | 30. September 1974 | Maui               | Hartplatz     | Roscoe Tanner   | Owen Davidson John Newcombe      | 6:3, 7:6           |
| 5.  | 16. Februar 1975   | Toronto            | Teppich (i)   | Erik van Dillen | Anand Amritraj Vijay Amritraj    | 6:4, 7:5, 6:1      |
| 6.  | 23. März 1975      | Memphis            | Teppich (i)   | Erik van Dillen | Mark Cox Cliff Drysdale          | 1:6, 7:5, 6:4      |
| 7.  | 27. September 1976 | San Francisco      | Hartplatz (i) | Roscoe Tanner   | Brian Gottfried Bob Hewitt       | 6:3, 6:4           |
| 8.  | 25. Oktober 1976   | Perth              | Hartplatz (i) | Roscoe Tanner   | Bob Carmichael Ismail El Shafei  | 6:7, 6:1, 6:2      |
| 9.  | 16. Januar 1977    | Adelaide           | Rasen         | Cliff Letcher   | Syd Ball Kim Warwick             | 6:3, 6:4           |
| 10. | 8. Mai 1977        | WCT Doubles Finals | Teppich (i)   | Vijay Amritraj  | Vitas Gerulaitis Adriano Panatta | 7:6, 7:6, 4:6, 6:3 |
| 11. | 26. September 1977 | San Francisco      | Teppich (i)   | Marty Riessen   | Fred McNair Sherwood Stewart     | 6:4, 1:6, 6:4      |
| 12. | 6. August 1978     | New Orleans        | Teppich (i)   | Erik van Dillen | Ismail El Shafei Brian Fairlie   | 7:6, 6:3           |
| 13. | 20. August 1978    | Cleveland          | Hartplatz     | Erik van Dillen | Rick Fisher Bruce Manson         | 6:1, 6:4           |
| 14. | 21. Januar 1979    | Birmingham         | Teppich (i)   | Stan Smith      | Ilie Năstase Tom Okker           | 6:2, 6:3           |
| 15. | 13. April 1980     | Tulsa              | Hartplatz     | Bob Lutz        | Francisco González Van Winitsky  | 2:6, 7:6, 6:2      |
| 16. | 19. Dezember 1982  | Hartford           | Teppich (i)   | Bob Lutz        | Mike Cahill Tracy Delatte        | 7:6, 6:3           |

#### Finalteilnahmen
| Nr. | Datum             | Turnier      | Belag       | Partner         | Finalgegner                   | Ergebnis       |
| --- | ----------------- | ------------ | ----------- | --------------- | ----------------------------- | -------------- |
| 1.  | 22. August 1971   | Haverford    | Rasen       | Robert McKinley | Clark Graebner Jim Osborne    | 6:7, 3:6       |
| 2.  | 23. Juli 1972     | Columbus     | Hartplatz   | Robert McKinley | Jimmy Connors Pancho Gonzales | 3:6, 5:7       |
| 3.  | 31. März 1974     | Atlanta      | Teppich (i) | Brian Gottfried | Bob Lutz Stan Smith           | 3:6, 6:3, 6:7  |
| 4.  | 14. April 1974    | Orlando      | Hartplatz   | Brian Gottfried | Owen Davidson John Newcombe   | 6:7, 3:6       |
| 5.  | 26. Januar 1975   | Philadelphia | Teppich (i) | Erik van Dillen | Brian Gottfried Raúl Ramírez  | 6:3, 3:6, 6:74 |
| 6.  | 4. Oktober 1976   | Maui         | Hartplatz   | Roscoe Tanner   | Raymond Moore Allan Stone     | 7:6, 3:6, 4:6  |
| 7.  | 20. März 1977     | St. Louis    | Teppich (i) | Vijay Amritraj  | Ilie Năstase Adriano Panatta  | 4:6, 6:3, 6:76 |
| 8.  | 27. März 1977     | Rotterdam    | Teppich (i) | Vijay Amritraj  | Wojciech Fibak Tom Okker      | 4:6, 4:6       |
| 9.  | 15. Januar 1978   | Birmingham   | Sand        | Frew McMillan   | Vitas Gerulaitis Sandy Mayer  | 6:3, 1:6, 6:7  |
| 10. | 4. März 1979      | Memphis      | Hartplatz   | Frew McMillan   | Wojciech Fibak Tom Okker      | 4:6, 4:6       |
| 11. | 23. November 1980 | Bangkok      | Teppich (i) | Tom Okker       | Ferdi Taygan Brian Teacher    | 6:7, 6:7       |
| 12. | 2. März 1981      | Denver       | Teppich (i) | Mel Purcell     | Andrew Pattison Butch Walts   | 3:6, 4:6       |
| 13. | 15. Februar 1982  | La Quinta    | Hartplatz   | John Lloyd      | Brian Gottfried Raúl Ramírez  | 4:6, 6:3, 2:6  |
| 14. | 9. Mai 1982       | Forest Hills | Sand        | Erik van Dillen | Tracy Delatte Johan Kriek     | 4:6, 6:3, 3:6  |
| 15. | 25. Juli 1983     | South Orange | Sand        | John Lloyd      | Fritz Buehning Tom Cain       | 2:6, 5:7       |

### Mixed

#### Turniersiege
| Nr. | Datum           | Turnier     | Belag | Partnerin    | Finalgegner                  | Ergebnis      |
| --- | --------------- | ----------- | ----- | ------------ | ---------------------------- | ------------- |
| 1.  | 27. August 1975 | US Open     | Sand  | Rosie Casals | Fred Stolle Billie Jean King | 6:3, 6:7, 6:3 |
| 2.  | 28. Mai 1984    | French Open | Sand  | Anne Smith   | Laurie Warder Anne Minter    | 6:2, 6:4      |

#### Finalteilnahmen
| Nr. | Datum         | Turnier   | Belag | Partnerin    | Finalgegner               | Ergebnis      |
| --- | ------------- | --------- | ----- | ------------ | ------------------------- | ------------- |
| 1.  | 21. Juni 1976 | Wimbledon | Rasen | Rosie Casals | Tony Roche Françoise Dürr | 3:6, 6:2, 5:7 |